# Albert Courquin
Albert Courquin (n. 30 martie 1875, Bourbourg-Campagne⁠(d), Nord-Pas-de-Calais, Franța – d. 24 martie 1953, Albi, Midi-Pyrénées, Franța) a fost un trăgător de tir ce a reprezentat Franța, medaliat olimpic. A participat la 2 ediții ale Jocurilor Olimpice (1908, 1924) în care a câștigat o medalie de argint și o medalie de bronz.